# Deborah Bone
Deborah Louise Bone MBE (10 de enero de 1963 - 30 de diciembre de 2014) fue una enfermera de salud mental británica y el tema de la canción de Pulp "Disco 2000", escrita por su amigo cercano Jarvis Cocker.

## Primeros años
Bone nació en Sheffield. Inglaterra, donde su madre era amiga de la madre de Jarvis Cocker, más tarde, un miembro fundador de Pulp. Cuando Bone tenía 10 años, su familia se trasladó a Letchworth, pero ella y Cocker continuaron siendo amigos.
A la edad de 16 años, comenzó como voluntaria en el Hospital Fairfield en Stotfold.
Ella fue el tema de la canción de Cocker "Disco 2000", lanzado en 1995, en la que cantó:

Our mothers said we could be sister and brother. Your name is Deborah. Deborah. It never suited ya. (inglés)
Nuestras madres decían que podríamos ser hermanos. Tu nombre es Deborah. Deborah. El nombre nunca te pegó. (español)

Cocker interpretó la canción en su fiesta de cumpleaños número 50.

## Carrera
Bone calificó como enfermera de salud mental, con el tiempo trabajo para Hertfordshire Comunidad NHS Trust como gerente de servicios de intervención temprana y servicios de salud mental de adolescentes. Una vez allí, ella creó el servicio 'Step2 health'.
Se anunció en la lista de honor 2015 de Año Nuevo que se la había hecho un miembro de la Orden del Imperio Británico (MBE) por "sus servicios a la salud mental de los niños".

## Muerte
Bone se vio afectada por el cáncer de médula ósea mieloma múltiple. Ella murió en su casa el 30 de diciembre de 2014, el día que su MBE fue anunciado, y fue sobrevivida por su marido Colin y sus hijas, Pollyanna (que también trabaja para el Servicio Nacional de Salud) y Jem, y su nieto Elliot, con su nieta Lucy en camino.